# مت غفاری

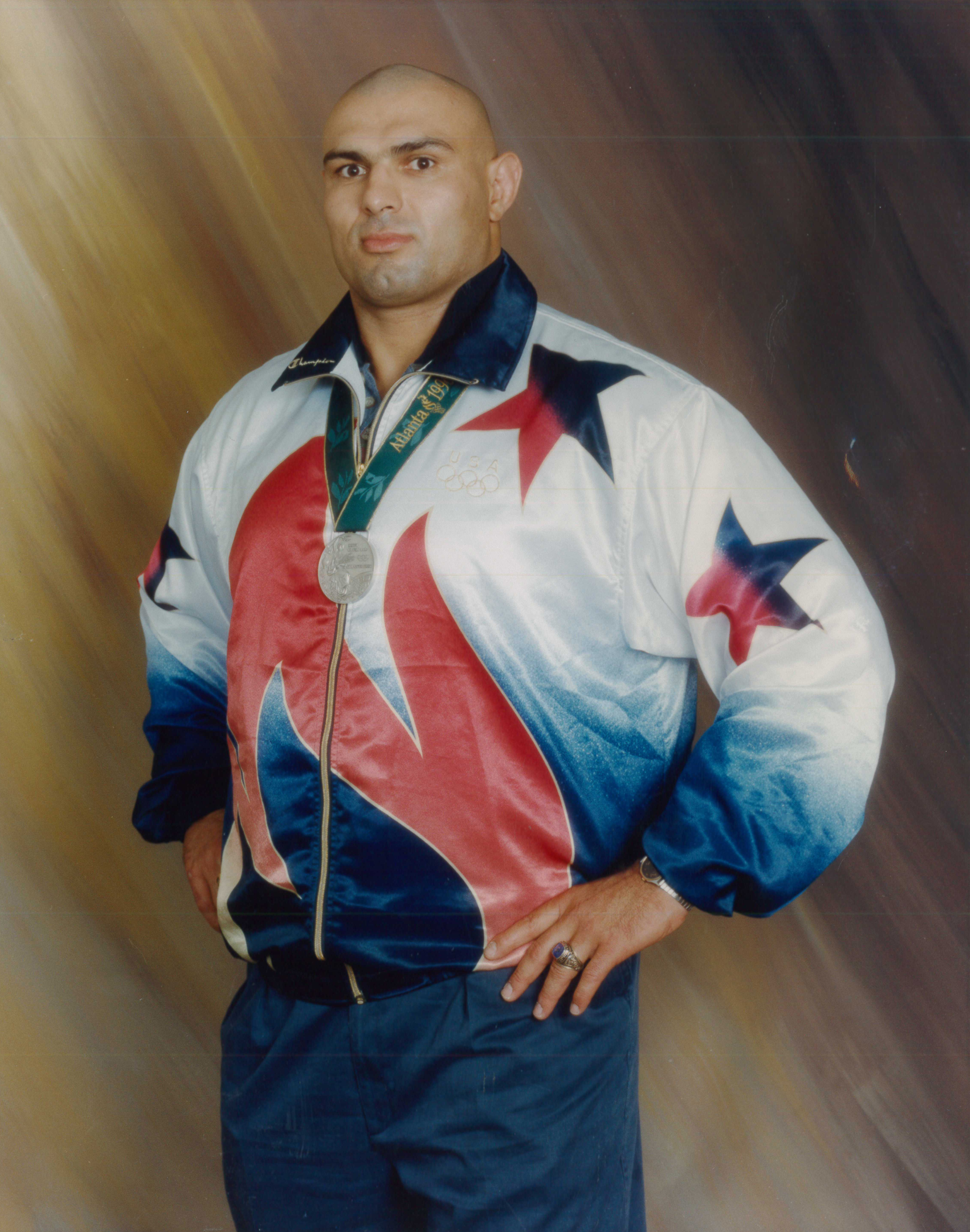
Silver Medalist at 1996 Atlanta Olympics

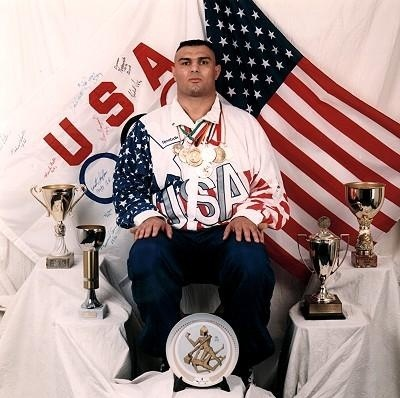
1992 Olympic Picture with World Cups and Medals

سیامک غفاری مشهور به مت غفاری (به انگلیسی: Siamak "Matt" Ghaffari) ‏ (۲۰ آبان ۱۳۴۰ در تهران) کشتی‌گیر فرنگی‌کار ایرانی-آمریکایی بود که برای ایالات متحده آمریکا کشتی می‌گرفت و توانست در المپیک ۱۹۹۶ آتلانتا پس از مبارزه نزدیک به الکساندر کارلین باخت و مدال نقره گرفت. او ۳ مدال مسابقات جهانی نیز دارد و با ۴ مدال طلای جام جهانی در تیم ملی آمریکا رکورددار است.

## مهاجرت به آمریکا
غفاری در سال ۱۹۸۴ از دانشگاه ایالتی کلیولند در رشته بازرگانی فارغ‌التحصیل شد. او پیش از المپیک ۱۹۸۸ با ایرانیان تماس گرفت و مصرانه خواستار بازی برای ایران در المپیک شد. غفاری از سال ۱۹۸۹ به عضویت تیم ملی آمریکا درآمد و در دو المپیک ۱۹۹۲ و ۱۹۹۶ برای آمریکا شرکت کرد.